# Ludwig Wilhelm Seyffarth
Ludwig Wilhelm Seyffarth (* 21. Januar 1829 in Naumburg (Saale); † 1903 in Liegnitz) war ein deutscher evangelischer Theologe, Pädagoge und Parlamentarier.

## Leben
Seyffarth studierte evangelische Theologie an der Friedrichs-Universität Halle. 1850 wurde er Mitglied des Corps Neoborussia Halle. Von 1863 bis 1875 war Seyffarth Rektor der Stadtschule und Hilfsprediger in Luckenwalde. 1875 wurde er Pastor (später Oberpfarrer) und Schulinspektor im schlesischen Liegnitz. Als Mitglied der Liberalen Vereinigung und der Deutschen Freisinnigen Partei saß er von 1879 bis 1887 im Preußischen Abgeordnetenhaus. Jahrzehntelang befasste er sich mit Johann Heinrich Pestalozzi.

## Werke
- Pestalozzis sämtliche Werke, 16 Bände. Liegnitz 1870-1906, ISBN 1-143-52877-8, (2009 Nachdruck bei Kessinger Publishing)
- Pestalozzi in seiner weltgeschichtlichen Bedeutung. Liegnitz 1896
- Pestalozzis „Lienhard und Gertrud“. Auszug in einem Bande. Brandenburg 1873
- Johann Heinrich Pestalozzi. Nach seinem Leben und aus seinen Schriften dargestellt. Leipzig 1904